# Elisabeth Oberli-Schuh
Elisabeth Oberli-Schuh (ur. 28 grudnia 1952) – wenezuelska lekkoatletka, biegaczka długodystansowa.
W 1983 zajęła, z czasem 2:51:30, 40. miejsce w biegu maratońskim podczas mistrzostw świata.
Wielokrotna rekordzistka kraju:
- 55:42 w biegu na 15 kilometrów (1983) – rekord Wenezueli do 1989[4]
- 1:17:42 w półmaratonie (1983) – rekord Wenezueli do 2003[4]
- 3:02:25,8 (1981)[4]; 2:49:49 (1982)[4] oraz 2:36:17 (1984)[4] w maratonie – ten ostatni wynik jest aktualnym rekordem Wenezueli[5][4][6]